# Phylée
Dans la mythologie grecque, Phylée (en grec ancien Φυλεύς / Phuleús), fils d'Augias et d'Épicaste, est roi d'Élis.

## Mythe
Après avoir terminé le nettoyage des écuries d'Augias (le cinquième de ses douze travaux), Héraclès se présente à Augias et lui réclame son dû. Malgré les protestations de Phylée, Augias refuse de tenir sa parole : il chasse Héraclès et son fils.
Phylée s'exile dans les îles Échinades et s'établit à Doulichion. Mais à la suite de la guerre qu'Héraclès mène contre Augias, et à la prise d'Élis, Héraclès rappelle Phylée, qu'il place sur le trône à la place de son père.
De sa première femme Eustyoché, il a un fils, Mégès. Il se remarie ensuite avec Timandra. Ovide le compte parmi les chasseurs du sanglier de Calydon.

## Sources
- Pseudo-Apollodore, Bibliothèque [détail des éditions] [lire en ligne] (II, 5, 3 ; II, 7, 2).
- Catalogue des femmes [détail des éditions] (frg. 67).
- Diodore de Sicile, Bibliothèque historique [détail des éditions] [lire en ligne] (IV).
- Homère, Iliade [détail des éditions] [lire en ligne] (II, 637).
- Hygin, Fables [détail des éditions] [(la) lire en ligne] (XLVII).
- Ovide, Métamorphoses [détail des éditions] [lire en ligne] (VIII, 299 et suiv.).